# かまち (映画)
『かまち』は、2004年製作の日本映画。17歳で夭折した山田かまちの生涯を望月六郎監督により映画化。主演はダンスボーカルユニットLeadのメンバーの谷内伸也。
2004年2月28日に山田かまちの出身地・群馬県高崎市の「109シネマズ高崎」で先行公開され、3月13日から全国公開された。

## あらすじ
1975年半ばに山田かまちは詩や絵を書き、音楽にも熱中し、｢1日が24時間じゃ足りない」と言うほどの天才肌の少年だった。
高校受験に失敗したかまちは、予備校に通ううちに、色白な少女、菅野洋子と出会い、友達として握手を交わした。20年後洋子は塾の講師となって現在の複雑になった若者達の悩みに触れる。

## スタッフ
- 監督：望月六郎
- 原作：山田千鶴子『かまちの海』（文春文庫）
- 脚色：渡辺千明
- 企画：佐藤ヒデアキ
- プロデューサー：小沢俊晴、石井一民、匹田岳人
- 音楽：遠藤浩二
- ＣＧディレクター／音楽プロデューサー：浅田伸
- 製作：日本ヘラルド映画、プログレッシブピクチャーズ、IMAGICA、アドネス、ポニーキャニオン、産経新聞
- 配給：日本ヘラルド映画
- 上映時間：115分

## キャスト
- 山田かまち：谷内伸也
- 佐山勇一：古屋敬多
- 氷室浩介：鍵本輝
- 飯島俊：中土居宏宜
- 木下みゆき：大沢あかね
- 菅野洋子：檀ふみ、姫野史子（16歳時）
- 飯島隆：石原良純、崎本大海（16歳時）
- 倉本彰一：其田健太郎
- 山田千鶴子：風吹ジュン
- 山田秀一：奥田瑛二
- 山田たいき：小林鷹馬
- 山田なつこ：佐野日名子
- 村瀬先生：清水昭博
- 角田治子：山村美智
- 白石院長：北見敏之
- 小森先生：田口トモロヲ
- 本橋かおる：金谷亜未子
- 福山里美：ほしのせんか
- 水島賢：篠原さとし
- 内村まき子：黒石えりか
- 遠山佳子：三林更子
- 中条さと子：高橋恵
- 篠田智史：工藤幾未
- 馬場一志：松田祥一
- 沢田康裕：今福俊介
- 相田健太郎：太田和渡
- 斉藤多一：折田敦
- 今野克己：風間由次郎
- 堀井和美：山崎明日菜
- 青木洋介：村上幸平
- 桜木宏明：原田頌
- 今西芽衣：谷口響子
- 曽我真由美：佐々木由貴
- 菅原瑞江：長尾麻未
- 洋子の母：北島京子
- 老女：高山千草
- チーマー：小林且弥、岡崎礼
- 警官：奈良坂篤
- 男子中学生：木島夏樹
- 女子中学生：倉貫まりこ
- パソコンを打つ若者：白井優子、松村納つ子、中里恵、福本貴之
- パチンコ屋の男：松山ケンイチ